# Pływanie na Letnich Igrzyskach Olimpijskich Młodzieży 2010 – 50 metrów stylem grzbietowym chłopców
Zawody chłopców na dystansie 50 metrów stylem grzbietowym w pływaniu na Letnich Igrzyskach Olimpijskich Młodzieży 2010 odbyły się 18 sierpnia (półfinały 17 sierpnia) w Singapore Sports School w Singapurze.

## Wyniki - finał
| Rk | Tor | Zawodnik            | Kraj              | Czas  | Uwagi |
| -- | --- | ------------------- | ----------------- | ----- | ----- |
|    | 4   | Christian Homer     | Trynidad i Tobago | 26.36 |       |
|    | 5   | Ng Rainer Kai Wee   | Singapur          | 26.45 |       |
|    | 6   | Abdullah Altuwaini  | Kuwejt            | 26.46 |       |
|    | 7   | Max Ackermann       | Australia         | 26.46 |       |
| 5  | 3   | Andrij Kowbasa      | Ukraina           | 26.58 |       |
| 6  | 2   | Alexis Santos       | Portugalia        | 26.86 |       |
| 7  | 1   | Mateusz Wysoczyński | Polska            | 26.96 |       |
| 8  | 8   | Pedro Antonio Costa | Brazylia          | 27.16 |       |